# Gigye-myeon
Gigye-myeon (koreanska: 기계면) är en socken i den östra delen av Sydkorea, 260 km sydost om huvudstaden Seoul. Den ligger i stadsdistriktet Buk-gu i kommunen Pohang i provinsen Norra Gyeongsang.